# Sabattus
Sabattus est une ville située dans l’État américain du Maine, dans le comté de Androsscoggin.

## Population
Selon le recensement de 2000, sa population est de 4 486 habitants. 